# Renault 25
Renault 25 (R25) — автомобіль бізнес-класу від французького автовиробника Renault. Модель виготовлялась з 1983 по 1992 рік. Найрозкішніша і елітарна модель з усіх Renault, в 1985 році отримала друге місце на конкурсі Європейський автомобіль року. Незважаючи на наявність проблем з електронікою (особливо в моделях до поновлення в 1988 році) автомобіль мав успіх як у себе на батьківщині у Франції, так і в інших західно-європейських країнах. Ця модель виготовлялася тільки на одному заводі в Сандувіле, близько Гавра, Франція.
Автомобіль був представлений в кінці 1983 року, як модель 1984-го. У порівнянні з попередніми Renault 20 та Renault 30, «двадцятьп'ята» була великим кроком вперед по всіх пунктах. Дизайн належить перу Роберта Опрона, автору Citroën SM, і має нетрадиційну стилістику. По-перше яскравою частиною автомобіля є охоплююче заднє скло, а по-друге автомобіль створений таким чином щоб приховати хетчбек під виглядом седана, як популярнішим кузовом за межами Франції.
Renault 25 був одним з перших автомобілів, спроектованих з урахуванням аеродинаміки кузова — аеродинамічний коефіцієнт якого становив всього 0.31, що позитивно позначилося на економічності моделі. Модифікація TS, в свою чергу, мала коефіцієнт аеродинамічного опору всього 0.28, завдяки чому в перший час випуску автомобіля мала найкращий показник економічності в класі.
Всі модифікації мали передній привід, і 4-ох або 6-ти циліндрові двигуни, розташовані поздовжньо, перед передньою віссю автомобіля. Вони оснащувалися передовою на той час системою розподіленого впорскуваня палива Renix виробництва однойменного спільного підприємства компаній Renault і Bendix. Динаміка моделі була вище середнього показника в класі, а версія V6 Turbo становила конкуренцію Mercedes-Benz E-Клас і BMW 5 Серії.
Renault 25 мала високі оцінки покупців за прекрасний комфорт і чудову керованість. Нова механічна коробка передач відрізнялася точним і м'яким перемиканням. Незважаючи на спірний дизайн салону від Марчело Гандіні (відомим по дизайну Lamborghini), він вийшов дуже просторим, світлим і зручним для пасажирів.
Оснащення моделі спочатку було дуже високим і задало подальший тон у французькому автомобілебудуванні. Серед іншого, на автомобіль встановлювалися електросклопідйомники, голосові попередження бортового комп'ютера, і джойстик керування автомагнітолою на кермі (одні з перших у світі). З появою Renault 25, вперше після Другої світової війни у Renault з'явився реальний шанс вийти на ринок автомобілів бізнес-класу за межами Франції.
В 1988 році оновився дизайн передньої частини автомобіля, форма задніх ліхтарів, покращилася обробка салону і оновилася передня підвіска. Це допомогло моделі витримати конкуренцію з іншими французькими автомобілями в цьому класі — Peugeot 605 та Citroën XM.
На базі Renault 25 також виробляли подовжену версію Renault 25 Limousine — вона була довша на 227 мм і була представлена в двох модифікаціях. У стандарті задні сидіння не відрізнялися від базової моделі, а у версії Executive в задньому ряду було два роздільних сидіння з індивідуальними електрорегулюваннями. У зв'язку з невеликим попитом на подовжені версії виробництво було згорнуто вже в 1985 році, всього через два роки після початку.
Виробництво було припинено в 1992 році і на заміну прийшла модель Renault Safrane. Всього виготовлено 780 976 автомобілів.

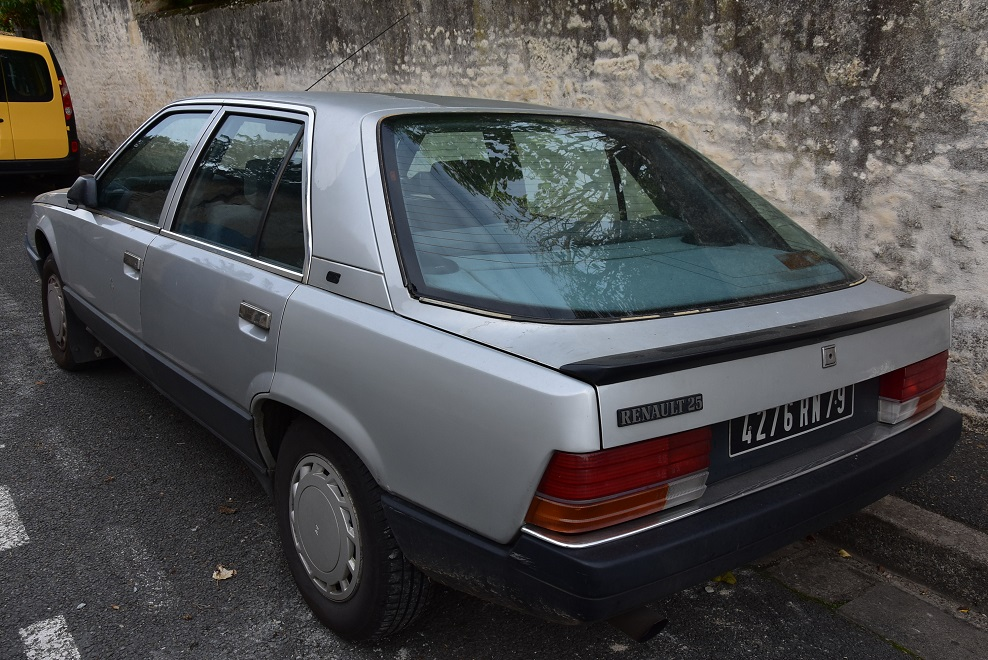
Renault 25 GTS (1988), 2.0 л. - 103 к.с.
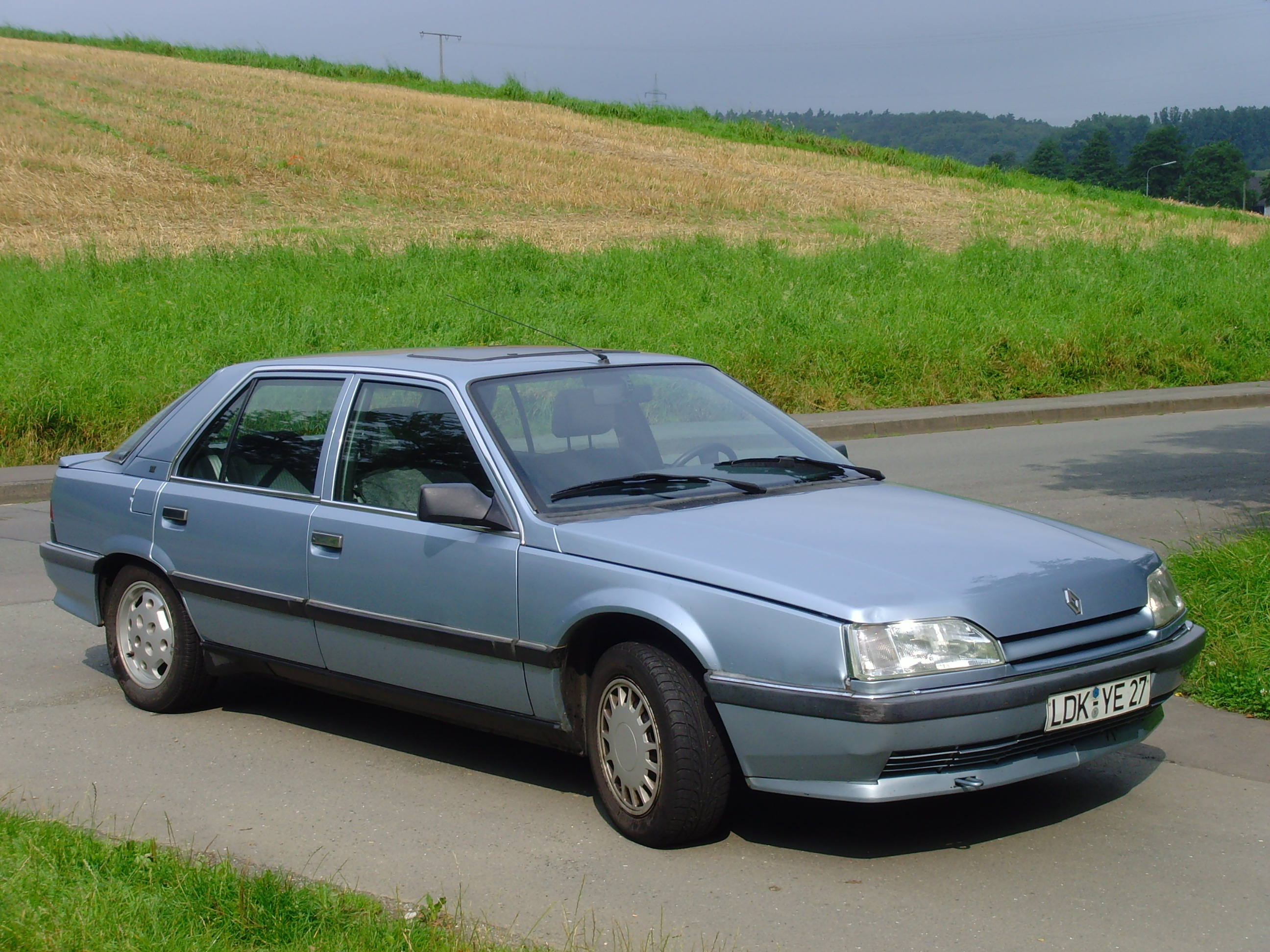
Renault 25 (1988—1993)
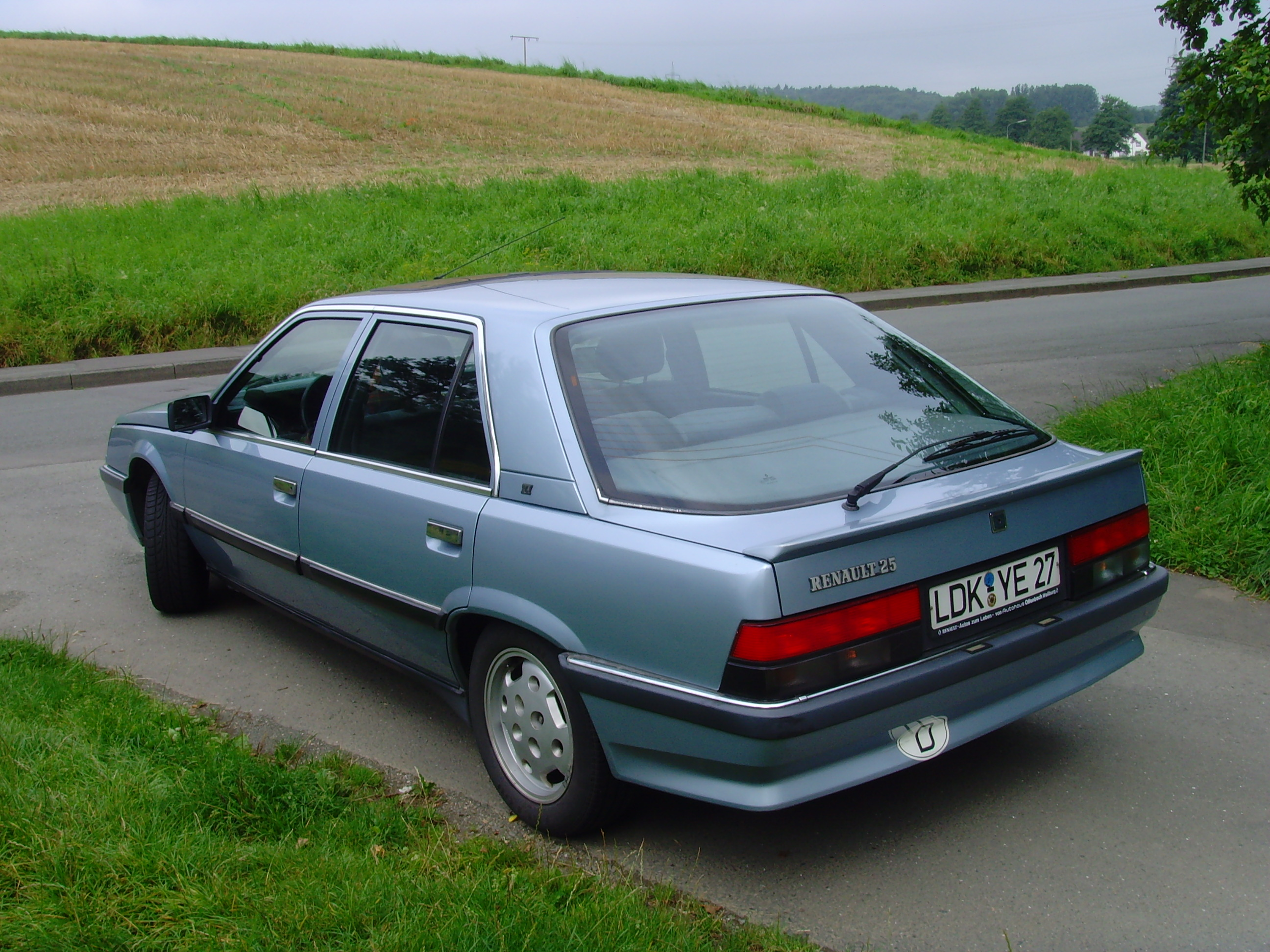
Renault 25 (1988—1993)
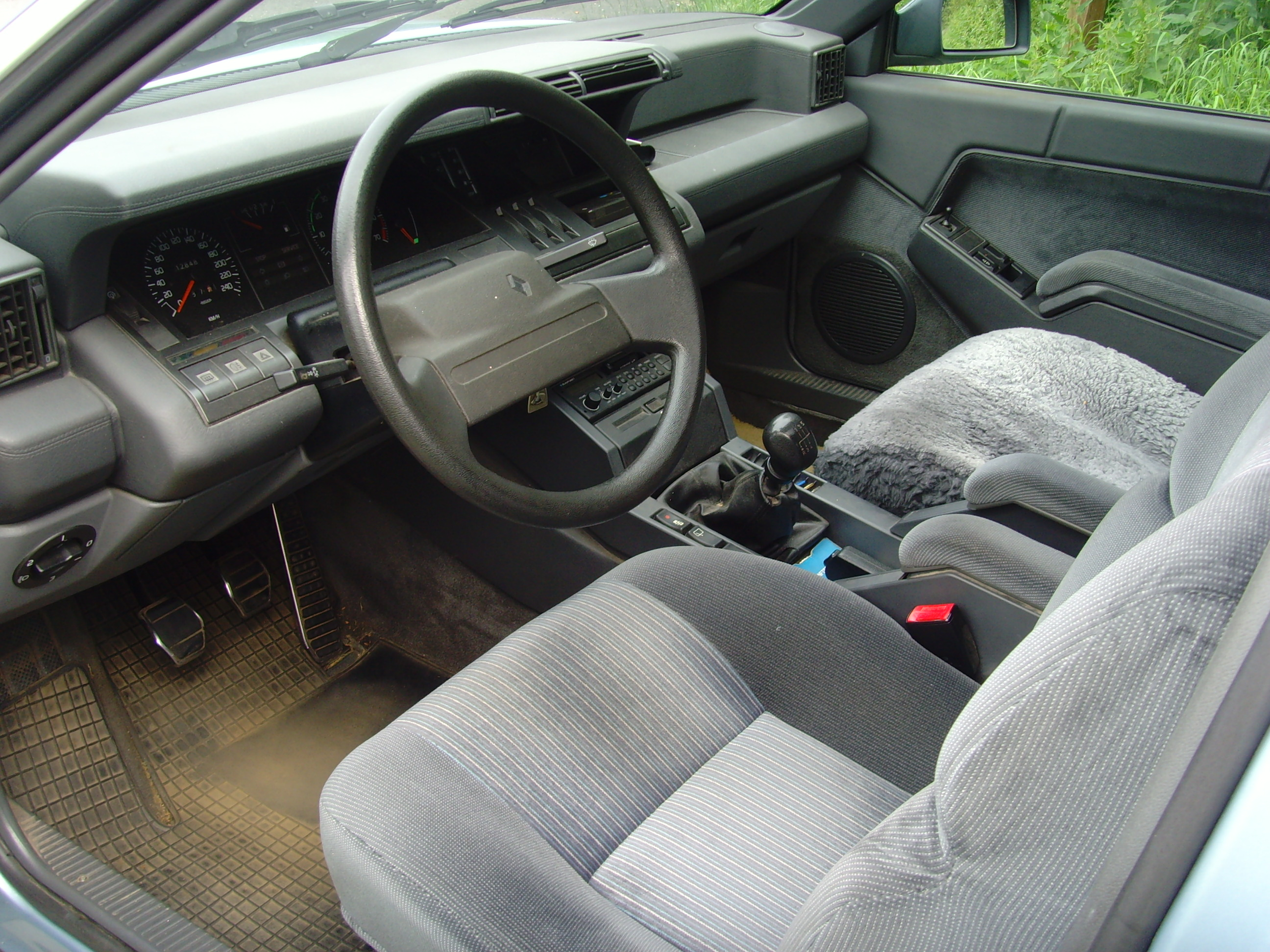
інтер'єр

| Об'єм  | Тип                     | Потужність | Макс. швидкість | Примітки                           |
| ------ | ----------------------- | ---------- | --------------- | ---------------------------------- |
| 2.0 л. | карбюратор 8-кл I4      | 103 к.с.   | 190 км/год      | 84-92 TS, GTS                      |
| 2.0 л. | інжектор 8-кл I4        | 120 к.с.   | 195 км/год      | 89-92 TX, 90-92 TXE                |
| 2.0 л. | інжектор 12-кл I4       | 140 к.с.   | 205 км/год      | 91-92 TI, 90-92 TXI                |
| 2.2 л. | інжектор 8-кл I4        | 123 к.с.   | 195 км/год      | 84-92 GTX                          |
| 2.7 л. | інжектор 12-кл V6       | 144 к.с.   | 201 км/год      | 84-88 V6 Injection                 |
| 2.9 л. | інжектор 12-кл V6       | 160 к.с.   | 210 км/год      | 89-92 TX-V6, V6 Injection, Baccara |
| 2.5 л. | інжектор 12-кл V6 Turbo | 182 к.с.   | 225 км/год      | 85-90 V6 Turbo                     |
| 2.5 л. | інжектор 12-кл V6 Turbo | 205 к.с.   | 230 км/год      | 90-92 V6 Turbo, V6 Turbo Baccara   |
| 2.1 л. | дизель 8-кл I4          | 65 к.с.    | 155 км/год      | 84-92 TD, GTD                      |
| 2.1 л. | дизель 8-кл I4 Turbo    | 88 к.с.    | 172 км/год      | 84-92 Turbo-D, Turbo-DX            |